# Abú Ibráhím al-Hášimí al-Kurajší
Abú Ibráhím al-Hášimí al-Kurajší (arabsky أبو إبراهيم الهاشمي القرشي‎), narozen jako Amír Mohammad Abdúl Rahmán al-Mawlí as-Salbí (arabsky أمير محمد عبد الرحمن المولى الصلبي‎; 1. nebo 5. října 1976 Tal Afar nebo al-Mahlabíja – 3. února 2022 Atma) byl irácký islámský terorista a druhý chalífa Islámského státu. Jeho jmenování oznámila média Islámského státu 31. října 2019, necelý týden po smrti předchozího vůdce Abú Bakra al-Bagdádího.
Během svého působení ve funkci chalífy se Islámský stát soustředil převážně na povstaleckou činnost na Blízkém východě, ale také výrazně pokročil v Africe, kde IS zvětšil své území a vliv. Americký program Rewards for Justice nabízel až 10 milionů dolarů výměnou za informace vedoucí k dopadení al-Kurajšího. Dne 3. února 2022 zabil al-Kurajší sebe a členy své rodiny odpálením bomby během útoku speciálních jednotek z amerického Společného velitelství speciálních operací.

## Spekulace o identitě
Když bylo oznámeno, že je al-Kurajší nástupcem Abú Bakra al-Bagdádího, nebylo o něm známo nic jiného než jméno, které mu dal Islámský stát: Abú Ibráhím al-Hášimí al-Kurajší. Jeho arabské jméno al-Kurajší naznačovalo, že se stejně jako Bagdádí hlásí ke kmeni Kurajšovců. Jméno al-Kurajší bylo považováno za pseudonym a jeho skutečné jméno nebylo v té době známo.
Možnost, že se al-Kurajší jmenuje Amír Mohammad Abdúl Rahmán al-Mawlí al-Salbí, se objevila již v den nástupu al-Kurajšího k moci, ale v té době to nebylo jisté. Muhammad Ali Sadžít, švagr a pobočník al-Bagdádího, který byl dopaden v červnu 2019, se také domníval, že „Hadži Abdalláh“, hlavní pobočník al-Bagdádího, je al-Kurajší, nový vůdce Islámského státu.
Rita Katz, ředitelka SITE Intelligence Group, se domnívá, že je nepravděpodobné, že by Islámský stát „zveřejnil nějaká videa tohoto nového vůdce nebo alespoň taková, na kterých by byla vidět jeho tvář“. Přesto 1. listopadu 2019 tehdejší americký prezident Donald Trump na sociálních sítích uvedl, že americká vláda identifikovala pravou identitu al-Kurajšího. Ve zprávě deníku The National z 5. listopadu 2019 se však uvádí, že „to tak nevypadá“ a že „zprávy naznačují, že iráčtí, kurdští a američtí představitelé říkají, že nemají mnoho podkladů“. Informační centrum pro zpravodajství a terorismus správně předpokládalo, že je al-Kurajší irácké národnosti. Časopis Small Wars Journal s tímto názorem souhlasil a uvedl, že Iráčané tvoří většinu členů Islámského státu a nepřijali by vůdce organizace, který by nebyl Iráčan.
Zpráva Hlasu Ameriky z 23. prosince 2019 vyjádřila pochybnosti o tom, že al-Kurajší vůbec existuje. Hlas Ameriky uvedl, že Islámský stát byl pravděpodobně zaskočen a jméno oznámil jako vyčkávací manévr, aby „vytvořil dojem, že je nad věcí“.
Dne 20. ledna 2020 zveřejnil deník The Guardian zprávu, která potvrzuje, že se al-Kurajší skutečně jmenuje Amír Mohammad Abdúl Rahmán al-Mawlí al-Salbí. Dne 20. května 2020 irácká zpravodajská služba označila zajatého bojovníka za al-Kurajšího: armáda však upřesnila, že se ve skutečnosti jedná o Abdula Násira Kardáše, potencionálního nástupce al-Bagdádího. Al-Kurajší se v té době stále nacházel mimo iráckou vazbu.

## Životopis

### Raný život a vzdělání
Al-Kurajší se narodil 1. nebo 5. října 1976 jako Amír Mohammad Abdúl Rahmán al-Mawlí al-Salbí. Místo jeho narození je sporné, i když většina zdrojů – včetně samotného al-Kurajšího – uvádí, že se narodil v al-Mahlabíji poblíž Mosulu v Iráku. Někdy se uvádí také jako místo narození Tal Afar. Jeho otec byl muezzin a měl dvě ženy; al-Kurajší měl šest bratrů a devět sester. Etnická příslušnost al-Kurajšího byla předmětem diskusí; prohlašoval se za Araba, ovšem mnoho zdrojů tvrdí, že jeho rodina byla turkomanského původu. Americká armáda ho v roce 2008 rovněž označila za Araba. Dva z jeho bratrů se však stali vůdci turkomanských organizací. Oficiální zdroje IS později popisovaly jeho rodinu jako součást Kurajšovců, Mohamedova kmene. Jeho rodina vyznávala súfismus, přičemž sám al-Kurajší o sobě tvrdil, že byl v mládí súfistou.
Vystudoval Mosulskou univerzitu. Po ukončení studia s vyznamenáním v roce 2000 byl odveden a sloužil jako vojín nebo důstojník v iráckých pozemních silách. Během své vojenské služby pravděpodobně navázal kontakty s džihádistickými skupinami.

### Al-Káida a počátky kariéry v Islámském státě
Po skončení vlády Saddáma Husajna po invazi do Iráku v roce 2003 se připojil k irácké větvi al-Káidy. Motivy, které vedly al-Kurajšího ke vstupu do al-Káidy, zůstávají nejasné. Když byl později vyslýchán, uváděl rozporuplné důvody. Buď tvrdil, že se „přidal k Islámskému státu, aby zabránil bojovníkům útočit na nevinné lidi“, nebo proto, že byl požádán, aby vedl kurzy pro členy IS. Do řad skupiny se dostal v době, kdy v Mosulu dokončoval magisterské studium. V roce 2007 byl al-Kurajší jmenován hlavním náboženským soudcem al-Káidy a později zástupcem emíra pro Mosul. V té době přednášel v městské mešitě. Stal se členem frakce irácké odnože al-Káidy, kterou tvořili stoupenci Abú Aliho al-Anbárího. Hassan Hassan popsal al-Kurajšího jako „žáka“ al-Anbárího, jehož frakce později ovládla vrchní velení IS.
Dne 6. ledna 2008 byl zatčen Ozbrojenými silami Spojených států amerických a zadržován v táboře Bucca v jižním Iráku. Ve vězení nepravdivě tvrdil, že se v roce 2007 připojil k al-Káidě a že působil jako zástupce Abú Omara al-Bagdádího. Americká armáda později prohlásila, že se během svého věznění stal dobrovolným informátorem. Jeden z amerických představitelů řekl: „Udělal řadu věcí, aby si zachránil krk, a dlouhodobě se choval nepřátelsky – včetně výslechů.“ Analytici však pravdivost těchto tvrzení zpochybňují. Hassan Hassan tvrdil, že „dobře informované irácké zdroje“ označily tvrzení o tom, že al-Kurajší působil jako informátor, za „slabé“ a velmi nepravděpodobné.
V roce 2009 byl za nejasných okolností propuštěn. Po propuštění se znovu připojil k al-Káidě a začal pracovat pod Abú Bakrem al-Bagdádím, novým velitelem organizace v Iráku. Krátce před koncem amerického stažení z Iráku v roce 2011 byl jeden z al-Kurajšího bratrů, Amer, zavražděn, pravděpodobně al-Káidou. Amer v té době působil na Mosulské univerzitě.
V roce 2014 al-Kurajší oficiálně opustil al-Káidu a potvrdil svou loajalitu Islámskému státu (ten předtím působil jako irácká větev al-Káidy). Hrál klíčovou roli při dobytí Mosulu Islámským státem v červnu 2014. Byl jedním z hlavních vůdců Islámského státu, kteří zorganizovali genocidní masové vraždění jezídů během masakru v Sindžáru v srpnu téhož roku. Islámský stát také systematicky zotročoval zajeté jezídské ženy; tento krok byl v rámci organizace kontroverzní a mnoho iráckých velitelů se proti němu postavilo. Al-Kurajší byl však jedním z nejdůležitějších zastánců rozhodnutí obnovit otroctví a v tomto ohledu ho podporovali i neiráčtí členové IS. V té době se stal zástupcem Abú Bakra al-Bagdádího a byl zodpovědný za likvidaci chalífových kritiků v Islámském státě. V určitém období zastával také funkci ministra spravedlnosti Islámského státu a působil také jako nadřízený ostatních ministrů. Jeho význam ještě vzrostl po roce 2015 v důsledku smrti několika dalších předních velitelů IS, takže se stal jednou z nejdůležitějších postav organizace. V témže roce na něj poblíž Mosulu zaútočilo americké letectvo, v důsledku čehož přišel o pravou nohu.
Když IS začal od roku 2016 ztrácet stále větší část svého území, al-Bagdádí nařídil, aby se Islámský stát připravil na návrat k povstaleckému modus operandi. Al-Kurajší byl pověřen zachováním financí a ideologie organizace navzdory opakovaným porážkám. V al-Káimu působil až do října 2017, kdy na město zaútočily irácké bezpečnostní síly, načež se přesunul do Sýrie. Po bitvě u Baghúzu al-Bagdádí jmenoval al-Kurajšího svým nástupcem. Podle Islámského státu byl al-Kurajší veteránem v boji proti západním zemím a nábožensky vzdělaným a zkušeným velitelem. Byl popisován jako „učenec, pracovník, uctívač“, „významná postava džihádu“ a „válečný emír“.

### Nástup k moci
Necelý týden po smrti Abú Bakra al-Bagdádího byl al-Kurajší zvolen novým chalífou Islámského státu, což naznačuje, že se skupina stále považuje za chalífát, přestože ztratila veškeré své území v Iráku a Sýrii. Al-Kurajší byl údajně jmenován na radu Bagdádího, což znamená, že nový emír byl jmenován jako nástupce samotným Bagdádím. Al-Kurajšího nástup k moci následoval po několika dnech spekulací a popírání Bagdádího smrti mezi stoupenci Islámského státu.
Někteří analytici se domnívali, že Bagdádího smrt pravděpodobně způsobí rozdělení Islámského státu a „ten, kdo se stane jeho novým vůdcem, bude mít za úkol dát skupinu znovu dohromady jako bojovou sílu“. Jiní analytici se však domnívali, že Bagdádího smrt nebude mít na Islámský stát velký dopad „z hlediska operačních schopností“ a že pravděpodobně „nepovede k zániku skupiny, nebo dokonce k jejímu poklesu“.

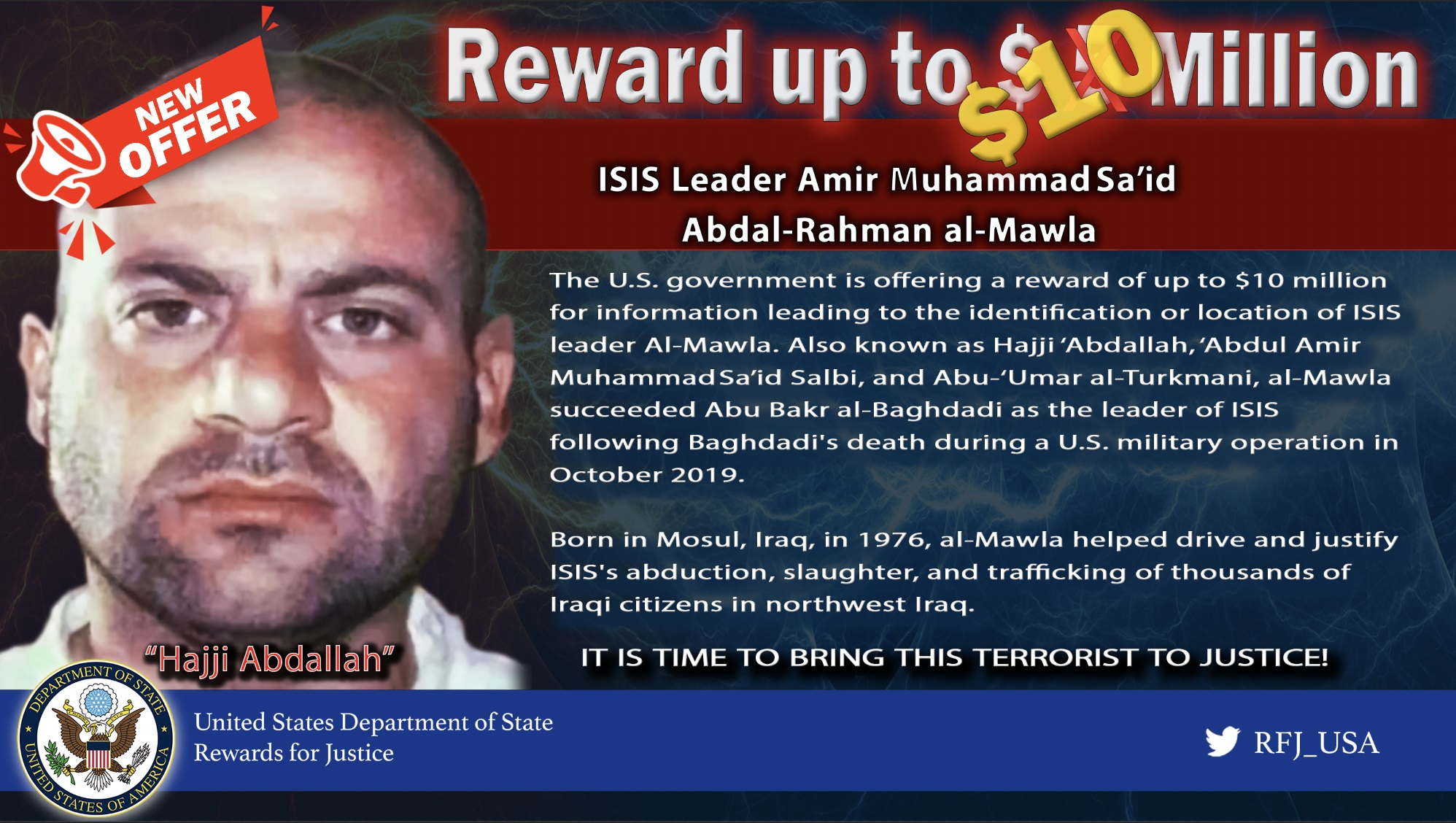
Leták, který nabízí 10 milionů dolarů za informace o al-Kurajším.

### Vůdce Islámského státu
Jmenování al-Kurajšího chalífou bylo v Islámském státě sporné a mnoho členů IS z něj mělo obavy. Někteří příznivci IS ho hanlivě označovali za „papírového chalífu v ústraní“ a „neznámého nikoho“. Al-Kurajší si rychle upevnil kontrolu nad Islámským státem a udržel jeho soudržnost.
V roce 2019 přijal al-Kurajší sliby věrnosti od různých poboček Islámského státu z celého světa. Tyto sliby věrnosti měly zřejmě ilustrovat legitimitu a jednomyslné přijetí al-Kurajšího a čelit kritice, že je neznámý a nelegitimní.
V době, kdy byl jmenován vůdcem IS, měl al-Kurajší tajně působit ve východní Sýrii, pravděpodobně na území drženém Syrskými demokratickými silami. Jeho prvním cílem po převzetí kontroly bylo vybudovat novou velitelskou strukturu Islámského státu, který přišel o mnoho vysoce postavených členů. Hlas Ameriky 23. prosince 2019 uvedl, že al-Kurajší „neposkytl viditelné vedení“. Al-Kurajší však prokázal svou kontrolu nad IS tím, že od konce prosince 2019 do ledna 2020 koordinoval kampaň „Pomsta za dva šejky“, operaci sestávající z mnoha teroristických útoků v několika zemích, které měly působit jako pomsta za smrt al-Bagdádího a mluvčího IS. Rada bezpečnosti OSN následně v lednu 2020 usoudila, že Islámský stát v Iráku a Sýrii znovu povstal. Ačkoli tyto úspěchy byly částečně přičítány al-Kurajšího vedení, stále zůstával stínovou postavou. Rada bezpečnosti OSN naznačila, že se Islámský stát obával, že al-Kurajší nemá některé pověření, které je pro chalífu obvykle nezbytné, a držel ho mimo pozornost, aby neohrozil jeho postavení.
Dne 24. března 2020 označilo americké ministerstvo zahraničí al-Kurajšího za globálního teroristu na základě výkonného řízení 13224. Spojené státy americké po něm rovněž uspořádaly rozsáhlé pátrání. Nakonec se přestěhoval do úkrytu ve městě Atma na severozápadě Sýrie u hranic s Tureckem. Tam žil převážně v ústraní se svou ženou a dvěma dětmi, stejně jako další dvě rodiny. V jedné rodině žil vysoce postavený poručík, na kterého se spoléhal. Třetí rodina neměla s IS žádné zjevné spojení.
Koncem roku 2021 Islámský stát pod velením al-Kurajšího v Africe výrazně posílil. Západoafrická provincie Islámského státu masivně rozšířila svůj vliv v Sahelu a pobočky IS otevřely nové fronty v Konžské demokratické republice a Mosambiku. V září 2021 spatřil americký špionážní dron vousatého muže bez pravé nohy, jak se opaluje na vrcholu třípatrové budovy v severozápadní Sýrii, což odpovídalo fyzickému popisu al-Kurajšího. USA se následně připravily na zásah komanda.

### Smrt
Dne 3. února 2022 oznámil americký prezident Joe Biden, že americké ozbrojené síly úspěšně podnikly protiteroristickou operaci ve městě Atma, při níž zemřel Abú Ibráhím al-Hášimí al-Kurajší.
Podle zpráv od sousedů vyzval reproduktor v arabštině sousední civilisty k evakuaci, načež americké síly a arabský tlumočník na místě vydali stejné prohlášení. Vysoce postavený představitel Bílého domu agentuře Reuters řekl, že al-Kurajší pak během operace Společného velitelství speciálních operací odpálil bombu, která zabila jeho a dalších 12 lidí, včetně členů jeho rodiny. Výbuch byl tak silný, že al-Kurajšího mrtvola vyletěla z jednoho z oken. Po výbuchu vstoupilo do budovy komando amerických speciálních operací, které se dostalo do přestřelky s přeživšími, včetně poručíka al-Kurajšího, který byl rovněž zabit.

Podle prvních zpráv syrské civilní obrany (Bílé přilby) byly mezi mrtvými čtyři ženy a šest dětí. Pozdější zprávy syrské civilní obrany uváděly, že bylo zabito 13 lidí. Biden uvedl, že civilisté zahynuli v důsledku výbuchu al-Kurajšího bomby. Při krátké přestřelce s americkými silami byl zabit také bojovník hnutí Tahrír al-Šám, který si náletu všiml. Nebyly hlášeny žádné americké ztráty, ačkoli jeden americký vrtulník měl mechanické problémy a přistál v oddělené oblasti, kde byl zničen jiným americkým letadlem. Ti, kteří nálet přežili, včetně rodiny, která neměla s IS nic společného, a čtyř dětí vrchního poručíka IS, byli americkými silami propuštěni. Čtyři děti byly následně předány do péče organizace Tahrír al-Šám.

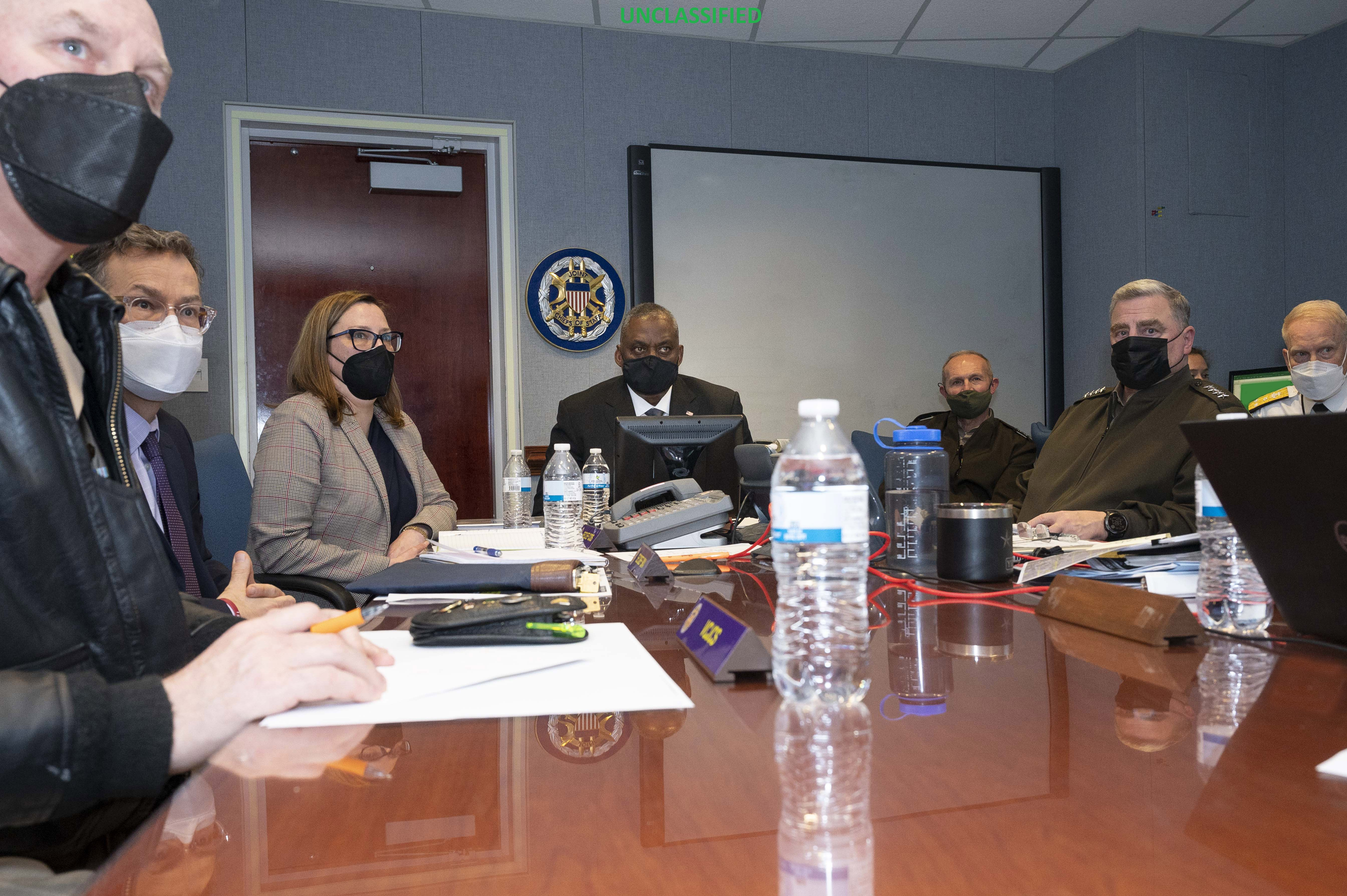
Americký ministr obrany Lloyd Austin a předseda sboru náčelníků štábů Mark Milley sledují z Pentagonu nálet, při kterém byl zabit al-Kurajší.
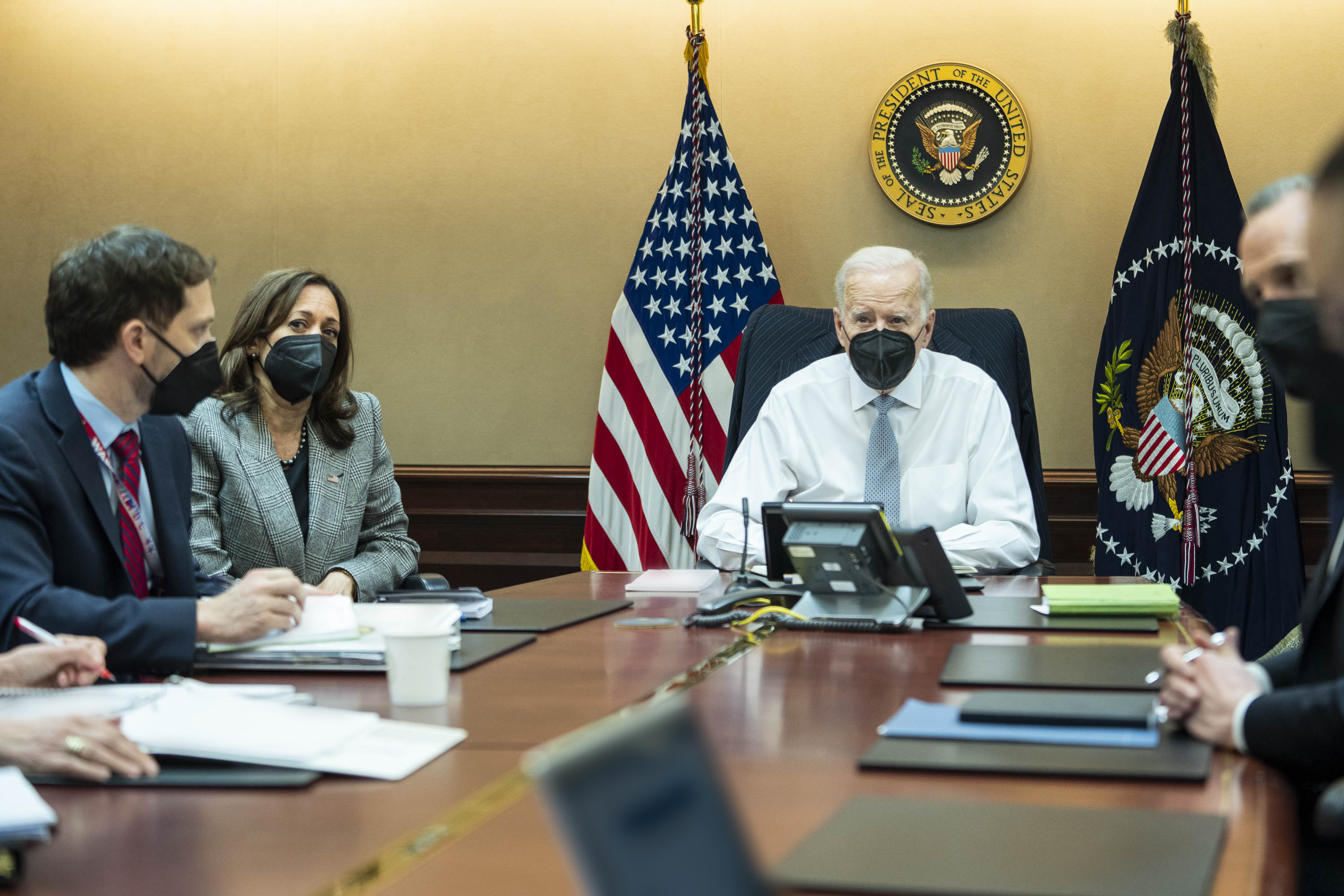
Prezident Biden, viceprezidentka Kamala Harrisová a členové prezidentova národního bezpečnostního týmu sledují protiteroristickou operaci, která vedla ke smrti al-Kurajšího.
- Vyjádření prezidenta Bidena k oznámení smrti al-Kurajšího.

### Reakce na operaci
Operace se odehrála několik set metrů od Turecka, v syrské oblasti, která je pod tureckým vlivem. V roce 2019 byl provedena podobná operace na sídlo Abú Bakra al-Bagdádího, předchozího vůdce IS, které se nacházelo 4 km od Turecka v oblasti, která je pod tureckým vlivem. Dohled v oblasti zajišťuje Tahrír al-Šám, džihádistická skupina a zjevný spojenec Turecka. Tato oblast je také známá tím, že přijímá a hostí migrující rodiny z různých válkou zmítaných oblastí, což ztěžuje identifikaci a dohled a je ideálním místem pro úkryt al-Kurajšího a dalších osob.
Syrské obranné síly odsoudily přítomnost al-Kurajšího a al-Bagdádího v oblastech kontrolovaných Tureckem jako další důkaz toho, že Turecko poskytuje bezpečný úkryt silám IS.
The Jerusalem Post upozornil, že přítomnost dvou posledních vůdců IS na samé hranici Turecka ukazuje, že se IS necítí být Tureckem ohrožen a jeho oblast vlivu vnímá IS jako bezpečné útočiště pro své nejvyšší vedení.
The Long War Journal tvrdil, že al-Kurajšího smrt pravděpodobně Islámský stát dlouhodobě neoslabí, protože jeho „působení ve funkci chalífy prokázalo, že Islámský stát je schopen rozšiřovat svůj vliv bez ohledu na to, kdo je na nejvyšším místě“. Den poté, co se vražda dostala na titulní stranu, deník The New York Times také popsal, že jeho smrt je sice pro IS ranou, ale na dlouhodobé dynamice nic nemění.
Global Network on Extremism and Technology identifikovala 8 forem reakcí na smrt al-Kurajšího mezi příznivci IS:
1. Popírání smrti al-Kurajšího
2. Varování pro ostatní příznivce, aby nevěřili zpravodajským zdrojům, které nejsou z IS
3. Sdílení a vyhledávání informací o zásahu amerických speciálních jednotek, jako jsou snímky komplexu a mapy okolí
4. Sdílení a vyvrácení fotografie, o níž se tvrdí, že je ní al-Kurajší po smrti
5. Nepřátelské poznámky vůči káfirům
6. Varování před šířením falešných oznámení mediální nadace al-Furkán.
7. Hypotetické přijetí zprávy
8. Myšlenky a citáty o mučednictví

### Nástupnictví
V době, kdy ještě nebylo známo jméno nástupce al-Kurajšího, se zprvu spekulovalo, kdo bude v čele Islámského státu stát dále. V článku Deutsche Welle z 9. února 2022 bylo uvedeno, že Abú Ibráhíma al-Hášimího al-Kurajšího je obtížné nahradit, protože v minulosti zemřelo mnoho potenciálních vůdců. Předpokládalo se, že příští vůdce IS by byl Iráčan, protože tehdy se „v posledních třech letech IS stal opět silnou iráckou organizací“.
Nástupcem se nakonec stal Abú Hasan al-Hášimí al-Kurajší, jehož jméno bylo oznámeno 10. března 2022. O necelých osm měsíců později, 30. listopadu téhož roku, však zemřel. Žádné bližší podrobnosti o něm nebyly známy, například ani jeho skutečné jméno.